# Elymus cognatus
Elymus cognatus là một loài thực vật có hoa trong họ Hòa thảo. Loài này được (Hack.) Cope mô tả khoa học đầu tiên năm 1982.